# Церква Святого Миколая (Старий Самбір)
Церква Святого Миколая в Старому Самборі — храм УГКЦ, пам'ятка архітектури місцевого значення в місті Старому Самборі Старосамбірської громади Самбірського району Львівської области України.

## Історія
Мурований храм збудований 1830 року за проєктом архітектора Йосифа Вандрушки і відреставрований 1910 року. Зведений на місці дерев'яної церкви, збудованої у 1303 році.
Ікони іконостаса і розпис стін здійснив місцевий маляр Андрій Демкович. У 1910 та 1920-х роках відбулася значна реконструкція храму.
1830 року на місці вівтаря попереднього дерев'яного храму змурували каплицю Святого Миколая. А на дзвіниці встановлено давній дзвін 1638 року.

## Парохи
- о. Юрій Глинковський (1828)
- вакантна посада (1830)
- о. Григорій Літинський (1830—1839)
- о. Микола Городинський (1839—1840, адміністратор)
- о. Василь Желеховський (1840—1858)
- о. Іларій Будзиновський (1858—1859)
- о. Константин Ганасевич (1859—1871)
- о. Зенон Паславський (1871—1873, адміністратор)
- о. Теофіл Калужняцький (1873, адміністратор)
- о. Амвросій Ільницький (1873—1887)
- о. Олександер Струсевич (1887—1888, адміністратор)
- о. Лев Щавінський (1888—1896)
- о. Теодор Крушинський (1896—1900, адміністратор)
- о. Данило Лепкий (1900—1912)
- о. Станислав Гарасовський (1912—1913, адміністратор)
- о. Андрій Бенцін (1913—1939)
- о. Михайло Николин — нині

Сотрудники:
- о. Іларій Будзиновський (1858—1859)
- о. Юрій Кульчицький (1861—1863)
- о. Микола Чайковський (1863—1865)
- о. Зенон Паславський (1866—1871)
- о. Григорій Василкевич (1871—1873)
- вакантна посада (1875)
- о. Олександер Гелітович (1876—1877)
- о. Йосиф Турянський (1878—1879)
- вакантна посада (1880)
- о. Йосиф Турянський (1881—1883)
- вакантна посада (1884—1887)
- о. Іван Сорока (1887—1888)
- вакантна посада (1889)
- о. Яків Борковський (1889—1891)
- о. Іван Дем'янчик (1891—1892)
- о. Орест Папп (1892—1895)
- о. Йосиф Преторіус (1895—1896)
- о. Іван Менцінський (1896—1899)
- о. Іполит Хиляк (1899—1901)
- о. Олександер Залитач (1901—1905)
- о. Онуфрій Гадзевич (1905—1910)
- о. Станислав Гарасовський (1910—1912)
- о. Петро Войтович (1912—1916)
- о. Петро Мазяр (1916—1918)